# Natalja Martynowa
Natalja Martynowa (russisch Наталья Мартынова; * 19. November 1970) ist eine frühere russische Skilangläuferin und Biathletin.

## Werdegang
Martynowa startete im Skilanglauf erstmals bei den Olympischen Winterspielen 1992 in Albertville. Dort belegte sie den 12. Platz über 15 km klassisch. In der Saison 1993/94 erreichte sie in Toblach mit dem siebten Platz über 15 km klassisch ihre erste Top-Zehn-Platzierung im Weltcup und errang in Oslo mit dem dritten Platz über 15 km Freistil ihre einzige Podestplatzierung im Weltcupeinzel. Beim Saisonhöhepunkt den Olympischen Winterspielen 1994 in Lillehammer belegte sie den 23. Platz über 30 km klassisch. Die Saison beendete sie auf dem 18. Platz im Gesamtweltcup. In der folgenden Saison kam sie im Weltcupeinzel zweimal unter die ersten Zehn und erreichte damit den 16. Platz im Gesamtweltcup. Zudem wurde sie mit der Staffel Dritte in Oslo, Zweite in Lahti und Erste in Sapporo. Bei den Nordischen Skiweltmeisterschaften 1995 in Thunder Bay belegte sie den 28. Platz über 15 km klassisch.
In der Saison 1997/98 bestritt sie mehrere Rennen im Biathlon-Weltcup. Ihr Debüt gab sie zum Saisonauftakt in Lillehammer, wo sie 36. eines Sprints und 41. der Verfolgung wurde. In einem Rennen den 25. Platz und gewann damit ihren einzigen Weltcuppunkt, mit dem sie in der Gesamtwertung 83. wurde.

## Platzierungen im Skilanglauf-Weltcup

### Weltcup-Statistik
Die Tabelle zeigt die erreichten Platzierungen im Einzelnen.
- 1.–3. Platz: Anzahl der Podiumsplatzierungen
- Top 10: Anzahl der Platzierungen unter den ersten zehn
- Punkteränge: Anzahl der Platzierungen innerhalb der Punkteränge
- Starts: Anzahl gelaufener Rennen in der jeweiligen Disziplin
- Hinweis: Bei den Distanzrennen erfolgt die Einordnung gemäß FIS.

| Platzierung         | Distanzrennen a | Distanzrennen a | Distanzrennen a | Distanzrennen a | Distanzrennen a | Skiathlon Verfolgung | Sprint | Etappen- rennen b | Gesamt | Team c | Team c  |
| Platzierung         | ≤ 5 km          | ≤ 10 km         | ≤ 15 km         | ≤ 30 km         | > 30 km         | Skiathlon Verfolgung | Sprint | Etappen- rennen b | Gesamt | Sprint | Staffel |
| ------------------- | --------------- | --------------- | --------------- | --------------- | --------------- | -------------------- | ------ | ----------------- | ------ | ------ | ------- |
| 1. Platz            |                 |                 |                 |                 |                 |                      |        |                   |        |        | 1       |
| 2. Platz            |                 |                 |                 |                 |                 |                      |        |                   |        |        | 1       |
| 3. Platz            |                 |                 | 1               |                 |                 |                      |        |                   | 1      |        | 1       |
| Top 10              | 1               | 1               | 3               |                 |                 |                      |        |                   | 5      |        | 3       |
| Punkteränge         | 2               | 7               | 6               | 3               |                 | 1                    |        |                   | 19     |        | 3       |
| Starts              | 3               | 7               | 6               | 3               |                 | 1                    |        |                   | 20     |        | 3       |
| Stand: Karriereende |                 |                 |                 |                 |                 |                      |        |                   |        |        |         |

### Weltcup-Gesamtplatzierungen
| Saison  | Gesamt | Gesamt | Sprint | Sprint |
| Saison  | Punkte | Platz  | Punkte | Platz  |
| ------- | ------ | ------ | ------ | ------ |
| 1991/92 | 4      | 40.    | -      | -      |
| 1992/93 | 10     | 53.    | -      | -      |
| 1993/94 | 156    | 18.    | -      | -      |
| 1994/95 | 195    | 16.    | -      | -      |
| 1995/96 | 13     | 51.    | -      | -      |
| 1996/97 | -      | -      | -      | -      |
| 1997/98 | 26     | 48.    | 26     | 38.    |

## Biathlon-Weltcup-Platzierungen
Die Tabelle zeigt alle Platzierungen (je nach Austragungsjahr einschließlich Olympische Spiele und Weltmeisterschaften).
- 1.–3. Platz: Anzahl der Podiumsplatzierungen
- Top 10: Anzahl der Platzierungen unter den ersten zehn (einschließlich Podium)
- Punkteränge: Anzahl der Platzierungen innerhalb der Punkteränge (einschließlich Podium und Top 10)
- Starts: Anzahl gelaufener Rennen in der jeweiligen Disziplin

| Platzierung                               | Einzel | Sprint | Verfolgung | Massenstart | Team | Staffel | Gesamt |
| ----------------------------------------- | ------ | ------ | ---------- | ----------- | ---- | ------- | ------ |
| 1. Platz                                  |        |        |            |             |      |         |        |
| 2. Platz                                  |        |        |            |             |      |         |        |
| 3. Platz                                  |        |        |            |             |      |         |        |
| Top 10                                    |        |        |            |             |      |         |        |
| Punkteränge                               |        |        |            |             |      |         |        |
| Starts                                    | 1      | 1      | 1          |             |      |         | 3      |
| Stand: Karriereende, Daten nicht komplett |        |        |            |             |      |         |        |